# Kabile Island
Kabile Island (englisch; bulgarisch остров Кабиле ostrow Kabile) ist eine in süd-nördlicher Ausrichtung 700 m lange Insel im Archipel der Südlichen Shetlandinseln. Vor der Nordküste von Greenwich Island liegt sie 0,7 km östlich des Pavlikeni Point, 1 km nördlich der Crutch Peaks und 2,2 km westlich von Ongley Island.
Britische Wissenschaftler kartierten sie 1968. Die bulgarische Kommission für Antarktische Geographische Namen benannte sie 2005 nach der Ortschaft Kabile im Osten Bulgariens.